# Sidonia de Baviera
Sidonia (1 de mayo de 1488-29 de marzo de 1505) fue una princesa bavára. Estuvo comprometida con el elector Luis V del Palatinado, aunque no llegaron a casarse por su temprana muerte.

## Biografía
Fue la hija mayor del duque Alberto IV de Baviera y la archiduquesa Cunegunda de Austria, que era hija del emperador Federico III. Al año de vida, se comprometió con Luis V del Palatinado, hijo mayor del conde palatino Felipe del Palatinado. Su dote se fijó en 32.000 y 10.000 florines con el castillo y la ciudad de Neuenstadt am Kocher, cerca de Heilbronn.
Los prometidos son primos —ambos descendientes del duque Luis II de Alta Baviera, y la madre de Luis, Margarita, era hermana del duque Jorge de Baviera— , por lo que se requería una dispensa papal, siendo concedida en 1491. El papa Inocencio VIII en febrero de 1490, delegó la investigación necesaria para esta dispensa al arzobispo Sixto de Tanneberg y a dos eclesiásticos de Múnich.
Dada la edad de la novia, el matrimonio no sería posible antes del año 1500. Durante este largo compromiso, la rama palatina de los Wittelsbach consideró otras opciones para Luis, como la duquesa Susana de Borbón y María de Jülich-Berg. En 1501, el emperador Maximiliano I, hermano de Cunegunda, sugirió que su sobrina se casara con el duque Carlos de Egmond. Ninguna de estas opciones se materializó.
El compromiso entre Sidonia y Luis duró hasta la muerte de ella en marzo de 1505, no rompiéndose a pesar de la Guerra de Sucesión de Landshut. Posteriormente y tras un acercamiento entre las dos ramas de la Casa de Wittelsbach, Luis se casó con Sibila, la hermana menor de Sidonia, en 1511.
Su cuerpo descansa en la cripta de la Catedral de Nuestra Señora de Múnich.